# Saint-Maurice-le-Girard
Saint-Maurice-le-Girard är en kommun i departementet Vendée i regionen Pays de la Loire i västra Frankrike. Kommunen ligger i kantonen La Châtaigneraie som tillhör arrondissementet Fontenay-le-Comte. År 2022 hade Saint-Maurice-le-Girard 598 invånare.

## Befolkningsutveckling
Antalet invånare i kommunen Saint-Maurice-le-Girard
| Referens: INSEE |